# Џени Офил
Џени Офил (енгл. Jenny Offill; Масачусетс, 1968) је америчка књижевница.

## Живот
Џени Офил је одрасла у Калифорнији и Северној Каролини. Похађала је Универзитет Северне Каролине у Чепел Хилу.  Живи у Бруклину и ради као наставница књижевности. Њен први роман Last things (Последње ствари) објављен је 1999. године. Њу Јорк Тајмс је прогласио књигу запаженом и ушла је у ужи избор за Награду за прву књигу Лос Анђелес Тајмса. Затим је написала неколико књига за децу које је илустровала Ненси Карпентер. Године 2014. њен други, „оскудни“  роман Dept. of Speculation (Завод за нагађање) уврштен је на листу 10 најбољих књига за 2014. годину часописа The New York Times Book Review и ушао је у ужи избор за Награду Фолио 2015. и у ужи избор за Међународну Даблинску књижевну награду 2016.
Офил је заједно са Елисом Шапел уређивала две антологије есеја: The Friend Who Got Away (Пријатељ који је побегао) 2005. и Money Changes Everything (Новац мења све) 2007. године. Офил је предавач на Универзитету Квинс, Бруклинском колеџу и Универзитету Колумбија.

## Дела (избор)
- Last things (Последње ствари),  1999.
- 17 things I'm not allowed to do anymore (17 ствари које више не смем да радим) - књига за децу,  Илустрације Ненси Карпентер, 2007.
- 11 experiments that failed (11 експеримената који нису успели) - књига за децу, Илустрације Ненси Карпентер, 2011.
- Sparky! (Спарки!) - књига за децу, Илустрације Криса Апелханса, 2014.
- Dept. of speculation (Завод за нагађање), 2014.
- While you were napping (Док си дремао), 2014.